# Henri Baur
Henri Baur (ur. 14 listopada 1872, zm. 15 maja 1932) – austriacki zapaśnik walczący w stylu klasycznym i lekkoatleta. 
Zajął drugie miejsce na Olimpiadzie Letniej 1906 w turnieju zapaśniczym w wadze ciężkiej. Czwarty w przeciąganiu liny i dwudziesty w pięcioboju. Pierwszy na mistrzostwach Europy Środkowej w 1903 i drugi w 1906 roku.

## Olimpiada Letnia 1906
| Konkurencja           | Rundy eliminacyjne    | Rundy eliminacyjne             | Rundy eliminacyjne           | Rundy eliminacyjne    | Klas. końcowa |
| Konkurencja           | Przeciwnik I          | Przeciwnik II                  | Przeciwnik III               | Przeciwnik IV         | Miejsce       |
| --------------------- | --------------------- | ------------------------------ | ---------------------------- | --------------------- | ------------- |
| +85 kg styl klasyczny | Richárd Weisz (HUN) Z | Dimitrios Psaltopoulos (GRE) Z | Søren Marinus Jensen (DEN) P | Marcel Dubois (BEL) Z | 2.            |